# Torslunda distrikt
Torslunda distrikt är ett distrikt i Mörbylånga kommun och Kalmar län på södra Öland. Befolkningsmässigt är distriktet landskapets största.
Distriktet ligger vid Ölands västkust norr om Mörbylånga. 

## Tidigare administrativ tillhörighet
Distriktet inrättades 2016 och utgörs av socknen Torslunda i Mörbylånga kommun.
Området motsvarar den omfattning Torslunda församling hade vid årsskiftet 1999/2000.